# Иванова, Елена Александровна (акробатка)
Еле́на Алекса́ндровна Ивано́ва (в девичестве Гайга́нова, род. 8 августа 1987, Тольятти, СССР) — российская спортсменка, чемпионка Европы по прыжкам на акробатической дорожке.

## Биография
Воспитанница тольяттинской СДЮШОР № 7. Тренировалась у Рыжих В. М. и Халикова Р. Г.
В 2009 году окончила Тольяттинский государственный университет.
Младшая сестра другой успешной спортсменки, Анны Гайгановой.

## Достижения
Неоднократный победитель и призёр первенства России и чемпионата России. Победитель 1-й летней Спартакиады учащихся России (2003).
На первенстве Европы в 2002 году (Санкт-Петербург) стала победителем в командном зачёте и серебряным призёром в личном.
В 2004 году Елена стала победительницей чемпионата Европы по прыжкам на акробатической дорожке в командном зачёте в составе сборной России
Мастер спорта России международного класса.